# Saint-Martin-du-Tertre (Valle del Oise)
 Saint-Martin-du-Tertre  es una población y comuna francesa, en la región de Isla de Francia, departamento de Valle del Oise, en el distrito de Sarcelles y cantón de Viarmes.

## Demografía
| 1318 | 1286 | 1414 | 2436 | 2359 | 2346 |
| Para los censos de 1962 a 1999 la población legal corresponde a la población sin duplicidades (Fuente: INSEE [Consultar]) |      |      |      |      |      |